# Paul Mainguy
 (août 2020).
Paul Mainguy, né le 31 août 1908 à Bourg-la-Reine (Seine, aujourd'hui Hauts-de-Seine) et mort le 22 novembre 1997 dans la même ville, est un médecin et homme politique français. Il fut député du département de la Seine et maire de Bourg-la-Reine.

## Biographie

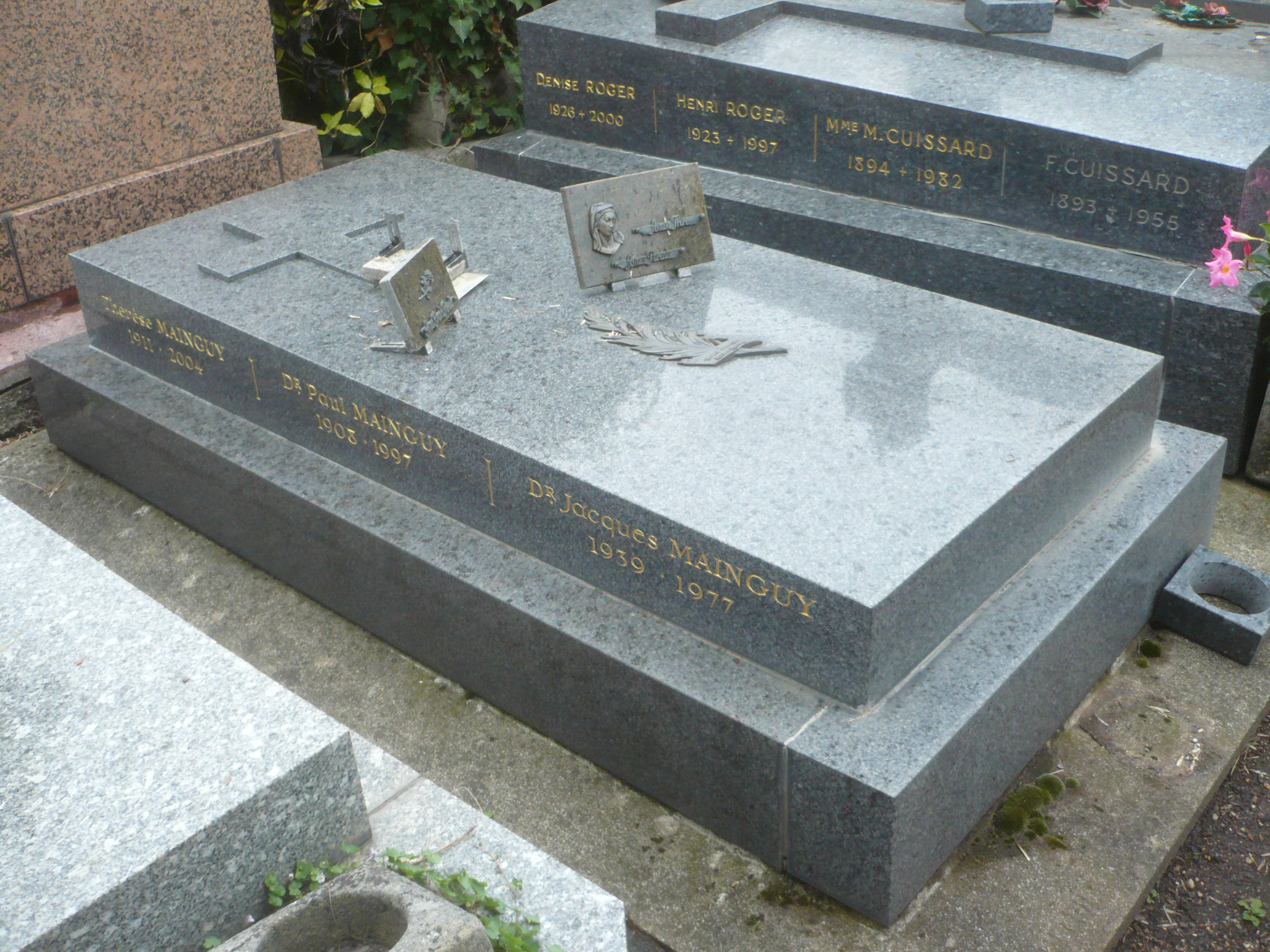
Sépulture du docteur Paul Mainguy au cimetière de Bourg-la-Reine.

Paul Mainguy est le petit-fils, par sa mère, du docteur et homme politique Félix Francoz.
Ancien externe des Hôpitaux de Paris, électroradiologiste, il est élu, maire de Bourg-la-Reine de 1947 à 1953, député le 30 novembre 1958 jusqu'au 9 octobre 1962 sous l'étiquette Union pour la nouvelle République (UNR) pour la 53e circonscription de la Seine, élection contestée par Émile Frouard de Montrouge qui finira par se désister devant le Conseil constitutionnel (décision 58-54 du 5 mai 1959). C'est au cours de cette législature qu'il interviendra en sa qualité de rapporteur de la Commission des Affaires culturelles sur l'idée favorable au projet de loi relatif à la restauration des grands monuments historiques et particulièrement pour la cathédrale de Reims.
Il participe à l'inauguration de la rue Charles-Péguy à Bourg-la-Reine le 11 novembre 1960. Il sera enlevé par l'OAS le 22 janvier 1962 et libéré sans dommage le jour même. Réélu du 12 mars 1967 au 30 mai 1968 sous l'Union démocratique pour la Cinquième République (UDR), il est contesté dans son élection par Pierre Cottencin de Bagneux qui sera débouté par le Conseil constitutionnel (décision no 67-452 du 18 mai 1967). Réélu le 30 juin 1968 jusqu'au 1er avril 1973 sous la même étiquette. Marié, il a quatre enfants : Annick, Jacques†, François† et Jean-Pierre. Les trois garçons sont médecins également.
Amateur d'art et d'histoire, il collectionne les faïences et porcelaines de Bourg-la-Reine et de Sceaux. Il fera un don important de celles-ci au musée du Domaine départemental de Sceaux. Il est l'auteur d'ouvrages littéraires et historiques sur sa ville natale. Il a fait quelques trouvailles archéologiques dans son jardin rue de la Fontaine-Grelot.
Il meurt à son domicile 62, rue de la Fontaine-Grelot à Bourg-la-Reine, et est inhumé au cimetière de cette commune (division 4).

## Publications
- Notes sur l'histoire de Bourg-la-Reine[réf. nécessaire].
- Des effets thérapeutiques de l'arc à grande puissance : travail du service d'électro-radiologie de l'Hôpital Laënnec, Paris, M. Vigné, 1932, 88 p. (thèse de médecine, Paris, 1932).
- Félix Francoz : mon grand-père, broché, Sceaux, Impr. Draeger, 1975 (ASIN B0014MBJDU).
- Documentation Roche, en collaboration avec G-B Brubacher, Philippe Brun, Paul Mainguy, Institut d'hygiène alimentaire, France, Hoffmann-La Roche et Cie éditeur, 1978 (ASIN B000X4YC41).
- La médecine à la Belle Époque, Paris, Éditions France-Empire, coll. « Si 1900 m'était conté », 1981, 254 p..
- Bourg-la-Reine Information, no 90, décembre 1974, p. 5.  — Trouvailles archéologiques.